# 弦楽四重奏曲第4番 (シューベルト)
弦楽四重奏曲第4番 ハ長調 D 46 は、フランツ・シューベルトが1813年に作曲した弦楽四重奏曲。

## 概要
作曲の動機については不明であるが、1813年の5月3日に作曲が始められ、6日には第2楽章を書き上げ、7日にはほぼ全体が完成された。1813年当時のシューベルトは、この分野で飛躍的な発展を示しており、ソナタ形式をはじめとする他の形式の確立や構成の堅実さの点で大きな進歩を見せている。
なお、シューベルトは1813年に入って間もなく『弦楽四重奏曲 変ホ長調』（D 40）を作曲しているが、こちらは楽譜が紛失しており、またその作品自体が偽作であるという説が挙げられている。この紛失した「D 40」と本作との関係は不明である。

## 曲の構成
全4楽章、演奏時間は約23分。
- 第1楽章 アダージョ - アレグロ・コン・モート
ハ長調、4分の4拍子、ソナタ形式。
アダージョの序奏とアレグロ・コン・モートの主部からなる。序奏は半音階的な書法に対するシューベルトの覚醒を示すもので、これはモーツァルトの作品から汲み取ったものといわれる。この半音階的な書法は、続く主要部でも活用されている。主部はソナタ形式であるが、展開部は序奏の材料の扱いを主体としている。

- 第2楽章 アンダンテ・コン・モート
ト長調、4分の3拍子、自由な三部形式。
三部形式風な形を採るが、中間部は第1部の材料を主体としている。ハイドンとシューベルトを混ぜたような楽章で、第1楽章と比べると力作とは言いがたい。

- 第3楽章 メヌエット：アレグロ - トリオ
変ロ長調 - ハ長調、4分の3拍子、複合三部形式。
古典的な主題を持ったメヌエットである。しかし、スケルツォ的な性格に近い。

- 第4楽章 アレグロ
ハ長調、2分の2拍子（アラ・ブレーヴェ）、ソナタ形式。
舞曲的な性格を持つ楽章である。